# Better Call Saul
Better Call Saul (română: Mai bine chemați-l pe Saul) este un serial de televiziune dramatic și polițist american, creat de Vince Gilligan și Peter Gould. Este un spin-off prequel al serialului Breaking Bad. Povestea are loc începând cu anul 2002 și urmărește povestea avocatului James Morgan McGill, zis și Jimmy (Bob Odenkirk), iar acțiunea are loc cronologic cu șase ani înainte de acțiunea din Breaking Bad, unde personajul devine Saul Goodman; serialul spune povestea lui Saul atât înainte de Breaking Bad, dar expune și viața sa de după.
Primul sezon, care a avut premiera la AMC pe 8 februarie 2015, este format din 10 episoade. În mod analog, sezonul al doilea, cu 10 episoade, a avut premiera pe 15 februarie 2016. Un al treilea sezon cu 10 episoade  a avut premiera pe 10 aprilie 2017. Pe 27 iunie 2017, AMC a anunțat că în anul 2018 va apărea un al patrulea sezon, tot cu 10 episoade.